# The General Association of Davidian Seventh-Day Adventists
The General Association of Davidian Seventh-Day Adventists är en amerikansk, sabbatsfirande adventiströrelse, grundad under andra hälften av 1960-talet av Don Adair och andra avhoppare från Davidian Seventh Day Adventist Association (DSDAA).
Denna kyrka, som är en i raden av de davidianska kyrkor som bygger på Victor Houteffs läror, ska inte förväxlas med Houteffs egen kyrka, General Association of Davidian Seventh-day Adventists, som 1962 upplöstes av dennes änka. 